# DON -過去を消された男-
『DON -過去を消された男-』（ドン かこをけされたおとこ、原題：Don または Don: The Chase Begins Again）は、2006年に公開されたインドのアクション・スリラー映画。1978年に公開された『Don』のリメイク作品であり、ファルハーン・アクタルが監督を務め、彼が経営するエクセル・エンターテインメントが製作している。脚本はアクタルと、彼の父で1978年版の脚本を務めたジャーヴェード・アクタルが共同で執筆している。主要撮影はムンバイで行われた後、マレーシアで全体の80%が撮影された。主演はシャー・ルク・カーンが務め、プリヤンカー・チョープラー、アルジュン・ラームパール、ボーマン・イラニ、イーシャ・コピカール、オム・プリが共演している。
映画はディーワーリーの季節に合わせて2006年6月20日に公開され、興行収入は10億6000万ルピーを記録し、2006年のインド映画年間興行収入ランキング第5位となった。批評家からも高い評価を得ており、ヌーシャテル国際ファンタスティック映画祭でアジア映画賞を受賞した他、第52回フィルムフェア賞で9つの賞にノミネートされている。
2012年12月23日には、続編である『闇の帝王DON 〜ベルリン強奪作戦〜』が公開された。

## キャスト

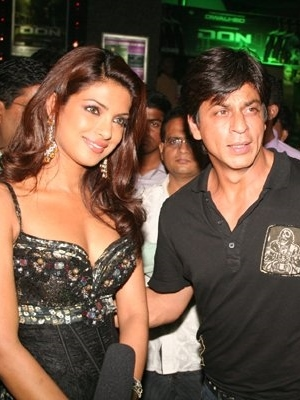
シャー・ルク・カーンとプリヤンカー・チョープラー

- ドン、ヴィジャイ - シャー・ルク・カーン
- ロマ - プリヤンカー・チョープラー
- カミニ - カリーナ・カプール
- ジャスジェート・アフジャ - アルジュン・ラームパール
- デシルバ警視 - ボーマン・イラニ（英語版）
- アニタ - イーシャ・コピカール（英語版）
- ヴィシャール・マリク警部 - オム・プリ
- ナラング - パワン・マルホートラ
- シンガニア - ラジェシュ・カッタール（英語版）
- ディープ - タナイ・チェダ（英語版）
- 謎の男 - サティヤジト・シャルマ（英語版）
- テジャ - チャンキー・パーンデー（英語版）
- ギータ - スシャマ・レッディ（英語版）
- ラメシュ - ディワカール・パンディール（英語版）

## 製作

### 企画
ファルハーン・アクタルが『Don』のリメイクを思いついたのは、同作のリミックス版音楽を聞いたことがきっかけである。2005年初めにはアクタルが『Don』のリメイクを計画していることが報じられたが、彼は『Don』を基に脚本を執筆していたものの、最終的な判断は脚本の完成後になるとされた。脚本は、アクタルの父で『Don』の脚本を担当したジャーヴェード・アクタルと共同で執筆している。
アクタルはリメイクの理由として「子供のように観て楽しんだ素晴らしい映画」に新しい加工を施し、現代に適合するものを作ることだと語っている。彼は映画がナレーションや会話などが当時において非常にモダンなものであり、また時代を先取りしたものだと感じていた。そのことについて、「『Don』は私の心の中でリメイクすることができる映画の一つです。今日、あなたがそれを現代の空間に適合させようとすると、それは非常に簡単にフィットします。私は、それが現代の映画の感覚に適合していると思います」と語っている。また、彼はオリジナル版を作ったサリーム＝ジャーヴェードやアミターブ・バッチャン、1970年代の映画に敬意を表したいと考えていた。アクタルはオリジナル版の結末が現代の観客にとって時代遅れであると感じ、クライマックスシーンにいくつか変更を施している。一方で、オリジナル版の要素の大半はリメイク版にも引き継がれている。

### キャスティング
当初、アクタルは『Lakshya』で仕事を共にしたリティク・ローシャンを主役に考えていた。しかし、彼は主役にはより成熟した俳優が相応しく、「世界を荒らし回った顔」が必要だと感じた。そのため、ローシャンの罪深さのない顔では主役には不向きだと述べ、代わりにシャー・ルク・カーンを主役に考えるようになった。アクタルはカーンが主役に最もふさわしいと考えた理由について、「彼は人格、スタイル、才能、ユーモアのセンス、そしてキャラクターに求める完全な魅力を持ち合わせているのです」と語っている。
2005年7月にプリヤンカー・チョープラーがヒロイン役に起用された。アクタルは、「キャラクターに見合った官能的な魅力がある」ため、チョープラーがヒロイン役として完璧だと語っている。また、彼女もロマを演じられることを喜び、オファーをその場で快諾している。同月、アルジュン・ラームパールとイーシャ・コピカールの出演も決定した。このうち、コピカールはオリジナル版には登場しない新しいキャラクターを演じることが決まった。8月にはカリーナ・カプールの出演が決定した。
カーン、チョープラー、ラームパールは撮影のために嵩山少林寺で格闘技のトレーニングを受けている。主要キャストはそれぞれ撮影のために格闘技のトレーニングを受けるように指示されていた。カーンは、オリジナル版で主役を演じたバッチャンと同じように見られることを望んでいたが、彼は同時に自分なりの解釈を役柄に加えると語っている。チョープラーはヒロイン役を演じることに興奮していたが、オファーを快諾した数日後には公平に役を演じることができるのか不安に思いようになったという。チョープラーはオリジナル版を鑑賞したが、オリジナル版のヒロイン役ジーナット・アマンのように演じることを避けるため、再びオリジナル版を観ることを止めた。彼女はキャラクターに自分自身の表情とスタイルを組み込もうと意識した。
チョープラーにとって本作がアクションを演じる初めての機会であり、彼女はその部分に興奮し、アクションシーン全てをスタントなしで自分が演じたいと考えていた。彼女が自分でアクションシーンを演じることを希望した時、アクタルも様々なアクションシーンを撮影することができることに満足したという。ラームパールは、オリジナル版のプランと同じような方法で彼が演じた役に近付こうとし、ボーマン・イラニは与えられた脚本通りに役を演じている。

### 撮影
2006年2月からムンバイ中心部で主要撮影が開始された。美術監督はアラダナ・セスが務め、衣装デザインはアキ・ナルラが担当している。撮影監督には、アクタルがドキュメンタリーやコマーシャル作品で感銘を受けたK・U・モハナンが起用された。彼にとって、本作が初めて担当するボリウッド映画作品となった。撮影は賃貸住宅を借りて撮影された。また、フィルムシティとヤシュ・ラージ・スタジオでも撮影が行われ、3月には3日間のスケジュールでパリでも撮影された。
同年4月からはマレーシア・クアラルンプールで映画の大部分の撮影が開始され、同地とランカウイ島で映画全体の80%のシーンが撮影された。マレーシアでは42か所で70日間かけて撮影が行われ、オーディションで選ばれた数千人のエキストラも撮影に参加している。追加の撮影はシンガポールで行われた。また、撮影の際にはペトロナスツインタワーにあるマハティール・ビン・モハマドの個人事務所内での撮影が許可された（マハティールは以前にハリウッドからのペトロナスツインタワー撮影申請を拒否したことがある）。映画に登場するジャーナリストには、インドとマレーシアで働く現役のジャーナリストがキャスティングされている。
「Yeh Mera Dil」の振り付けはファラー・カーンが担当している。サロージ・カーンは、彼女の師であるP・L・ラージが振り付けた「Khaike Paan Banaras Waala」を新しく振り付けることになった。カーンとチョープラーの歌のシーンは、2006年5月13日にマレーシアで撮影された。他の歌パートの振り付けはプラブ・デーヴァ、ガネーシュ・ヘーグデー、ラジーヴ・シュルティが担当している。アクションシーン撮影のため、『ミッション:インポッシブル2』でビジュアル・エフェクト・スーパーバイザーを務めたアンジェロ・サーインと、『チャーリーズ・エンジェル』のスタント・コーディネーターを務めたジョー・ジェニングスが起用された。

### 音楽
音楽はジャーヴェード・アクタルが作詞し、シャンカル＝イフサーン＝ロイが作曲している。サウンドトラックはオリジナル3曲、リメイク2曲を含む8曲で構成されている。歌手としてシャーン、スニーディ・チャウハン、シャンカル・ハマデヴァン、アリーシャ・チナイ、マハラクシュミー・アイヤール、ソーヌー・ニガムが参加しており、サウンドトラックは2006年8月26日にT-Seriesから発売された。

## マーケティング
スター俳優を揃えたリメイク作である本作は、2006年公開のインド映画で最も期待された映画の一つだった。2006年4月に最初の宣伝ポスターが公開された。7月下旬に新しいポスターが公表され、公開日も発表された。9月中旬には予告編が公開された。ボリウッド・ハンガマは予告編を「トレンディなアクセサリー、洗練された小道具、贅沢なセッティング、高価な衣装、そして殺人的なアクションシークエンスが新しい『Don』を構築する」と論評している。また、プロモーションのためにハンガマ・デジタル・メディア・エンターテインメントと連携して携帯電話ゲームを開発し、ボリウッド映画で初となる映画を基にしたマルチプレイヤー・オンラインゲームとなった。公開前には映画のポップコーン・ホルダーを開発し、80ページのコミックスも出版され、このコピーはチケット販売の際に無料で配布されている。

## 評価

### 興行収入
2005年12月にUTVソフトウェア・コミュニケーションズが海外配給権を取得した。映画は3億8000万ルピーの製作費がかけられ、ディーワーリーの季節である10月20日に『Jaan-E-Mann』と同日公開された。映画の国内興行収入占有率は90%を記録した。公開初日に4600万ルピーの収益を上げ、公開週末には1億4100万ルピーの興行収入を記録した。海外市場では公開週末に220万ドルの興行収入を記録しており、合計興行収入は3億200万ルピーを記録した。公開第1週にインド国内の興行収入は2億4400万ルピーを記録した。イギリスでは公開第1週の興行収入は110万ドルを記録し、海外市場の公開第1週の興行収入は410万ドルを記録した。公開第1週末の合計興行収入は5億2900万ルピーとなった。公開第2週には上映館数が増え、興行成績は良好な状態で推移した。映画は最終的に2006年インド映画年間興行収入ランキング第5位となった。海外市場では最終的に780万ドルの興行収入を記録した。合計興行収入は10億6000万ルピーとなり、興行的な成功を収めた。

### 批評
ムンバイ・ミラーのマヤンク・シェーカルは4/5の星を与え、「前作は脚本のために、主にキャラクター主導の滑らかなスリラー映画でした。今作はアクションジャンルがアップグレードされた最新のインド映画です。既知のキャラクターを上手に新しいドミノにはめ込んでいます」と批評している。Rediff.comのラジャ・センは、映画は「型通りで予測可能」な内容だったと述べ、アクタルがキャラクターを構築しなかったことを批判している。しかし、チョープラーの演技に感銘を受けたセンは、彼女の演技を「映画で最大の驚き」と絶賛している。
ザ・テレグラフのプラティム・D・グプタは、アクタルが「善が悪に敗れる」という定型から「悪が悪と戦う」という現代のネオ・ノワールに変えた点に注目している。彼はキャストの演技と撮影技法、プロダクション・デザインを称賛し、「息を呑むようなチェイスとアクションシークエンス」がインド映画の新しい基礎を築いたと批評している。ボリウッド・ハンガマのタラン・アダルシュは3/5の星を与えてキャストの演技を称賛し、「シャー・ルク・カーンはドンを上手く演じている。彼は栄光ある邪悪な役を演じます。しかし、彼は信念から他の役（ヴィジャイ）を受け継ぎません。それは作られたように見えるが、彼にとっては自然なことではありません。プリヤンカー・チョープラーがカーンを救う時のスタントは、彼女に栄光を与えるに値するものです」と批評している。プラネット・ボリウッドは7/10の評価を与えてどんでん返しのエンディングを称賛し、「21世紀の『DON』は欠点がありスタイリッシュだが、映画館でそれを観て満足することができる」と批評している。

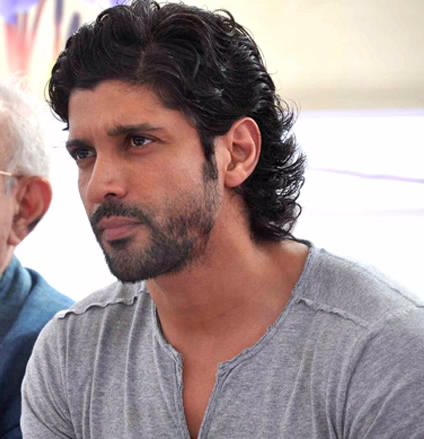
ファルハーン・アクタル

映画批評家スカニヤ・ヴェルマは「失望した」と述べ、リメイクを決断したアクタルに疑問を呈した。彼女はさらに、シンプルだが魅力的だったストーリーを驚くほど想像力に欠ける内容に変えた点について批判している。また、カーンの2役に疑問を呈した一方、チョープラーの演技を称賛しており、「プリヤンカー・チョープラーがロマ役を演じる真剣さは、注目に値する」と述べている。批評家ラジーヴ・マサンドは1/5の評価を与えて映画を「放縦な練習」と表現し、「スマートに撮影され、スタイリッシュにパッケージされた新しい『DON』は新たな流行になれるかも知れないが、そこには明らかに生のエネルギーが欠けている。それは、チャンドラ・バロットのオリジナル・スリラーに存在した予測不可能性だ」と批評している。

### 受賞・ノミネート
| 映画賞                                   | 部門           | 対象                         | 結果       | 出典   |
| ---------------------------------------- | -------------- | ---------------------------- | ---------- | ------ |
| 第1回アジア・フィルム・アワード          | 主演男優賞     | シャー・ルク・カーン         | ノミネート | [ 50 ] |
| 第52回フィルムフェア賞                   | 作品賞         | DON -過去を消された男-       | ノミネート | [ 51 ] |
| 第52回フィルムフェア賞                   | 主演男優賞     | シャー・ルク・カーン         | ノミネート | [ 51 ] |
| 第52回フィルムフェア賞                   | 音楽監督賞     | シャンカル＝イフサーン＝ロイ | ノミネート | [ 51 ] |
| 第52回フィルムフェア賞                   | 美術監督賞     | アラダナ・セス               | ノミネート | [ 51 ] |
| 第52回フィルムフェア賞                   | 撮影賞         | モハナン                     | ノミネート | [ 51 ] |
| 第52回フィルムフェア賞                   | 衣装デザイン賞 | アキ・ナルラ                 | ノミネート | [ 51 ] |
| 第52回フィルムフェア賞                   | アクション賞   | アンジェロ・サーイン         | ノミネート | [ 51 ] |
| 第52回フィルムフェア賞                   | 特殊効果賞     | レッド・チリーズVFX          | ノミネート | [ 51 ] |
| 第8回国際インド映画アカデミー賞          | 主演男優賞     | シャー・ルク・カーン         | ノミネート | [ 52 ] |
| ヌーシャテル国際ファンタスティック映画祭 | アジア映画賞   | DON -過去を消された男-       | 受賞       | [ 53 ] |

## ソフト化
Tシリーズ・ホーム・エンターテインメントとUTVによって、2006年12月5日にDVDが発売された。DVDには特典としてコミック版も収録されていた。スチールケース限定版DVDは2007年1月に発売され、同時にビデオCDも発売された。後にシングルDVDパックが発売されている。2011年4月27日にはBlu-rayが発売された。